# Сто дней дракона
«Сто дней дракона» (англ. The Outer Limits: The Hundred Days of the Dragon) — телефильм, 2 серия 1 сезона телесериала «За гранью возможного» 1963—1965 годов. Режиссёр: Байрон Хаскин. В ролях — Сидни Блэкмер, Филип Пайн, Марк Робертс, Аки Алеонг, Ричард Лу.

## Вступление
Где-то к южнее границы Монголии и севернее Тропика Рака, в той части света, что зовется Востоком, дремлющий гигант очнулся от спячки и не думал снова засыпать. Нация, о деяниях которой история стала забывать, в короткое время, в течение двадцати лет была возрождена яростной многомиллионной толпой одним человеком, чье имя Сонг Ли Чинг. Доброжелательный правитель в своей стране, Сонг был воспринят как безответственная угроза миру в глазах остальной части планеты.
В Америке Уильям Лайонс Селби, кандидат на пост президента Соединенных Штатов, был предсказан всеми предвыборными опросами как будущий победитель на предстоящих выборах.

## Сюжет
В Азии был открыт способ изменять физические данные и внешность человека так, что он становился неотличимо похож на другого. Главной целью подобных исследований была заменить кандидата в президенты США шпионом.
Азиатское правительство планирует захватить Америку, проникая в её властные структуры и заменяя всех чиновников в Белом доме. Во время предвыборной кампании кандидат в президенты Уильям Лайонс Селби (которому предрекали победу на президентских выборах) был убит и заменен подобным шпионом. Селби избран, и самозванец въезжает в Белый Дом. Хотя ему удалось одурачить американскую нацию в целом, дочь президента скоро начинает подозревать, что этот человек — не её отец. Она высказывает свои подозрения вице-президенту США. Выходцы из Азии тогда и его пытаются убить и заменить своим агентом.

## Заключительная фраза
Теодор Персон, даже в случае такого чудовищного преступления, как убийство Уильяма Лайонса Селби, не оправдывает военные действия, потому что нет никакой войны, какой мы её знаем, есть только уничтожение. Великий американец был убит в служении своей стране. Теперь это дело — работа тех, кто продолжает служить Америке, чтобы продолжать охранять нашу свободу с достоинством и неумолимой бдительностью.

## Интересные факты
- В фильме идет речь об убийстве кандидата в президенты США. Серия вышла в эфир 23 сентября 1963 года. Два месяца спустя премьеры фильма (22 ноября 1963 года) был убит президент США Джон Кеннеди.
- Кадры из этой серии были показаны в фильме «Миссис Даутфайр» (1993 год)[1].
- Роль доктора Суй Лина в серии исполнил известный актёр из Тринидада и Тобаго Аки Алеонг, известный своими ролями, в частности, в художественных фильмах «В поисках приключений» (1996 год) и «Китайский городовой» (1998 год), а также в телесериале «Беверли-Хиллз, 90210» (1990 год).